# Світ майбутнього (фільм, 2018)
«Світ майбутнього» (англ. Future World) — науково-фантастична стрічка 2018 режисерів Джеймса Франко та Брюса Тьєррі Чунга.

## Сюжет
Людство досягло великого прогресу в роботизації світу, однак саме це стало й причиною, що Земля схожа на пустище. Після війни з'явилась нова небезпечна хвороба — червона гарячка, але й люди продовжували вбивати один одного.
На Пустище нападає Головнокомандувач з групою байкерів. Вони знаходять та активують дівчину-андроїда Еш. У той же час в Оазі Принц вирушає до Пустища, щоб знайти ліки для своєї матері Королеви, яка хворіє на червону гарячку. Він прямує на Райський пляж. Старий попереджає його, що там дійсно є ліки, але повернутися з того місця дуже важко. До Принца приєднується Ріко та ще один. Зупинившись у Містечку Кохання, Принц і друзі привертають увагу рейдерів. Головнокомандувач вбиває друзів і змушує Принца відвести їх в Оазу. Еш вирішує врятувати полоненого та втікає з ним.
У погоні Еш отримує поранення. Принц вирішує зупинитись на ночівлю. Наступного дня вони потрапляють у поселення під керівництвом Наркобарона. Вона пропонує принцу ліки, але за умови, що він пройде обряд. Під дією наркотиків хлопець втрачає свідомість. Еш ремонтує та активує Лея.
Наступного дня Принц бере участь у гладіаторському бою, бо необхідні ліки були в животі суперника. Вирвавши перемогу, хлопець отримує ліки. Проте Еш Наркобарон залишає собі. Лея хоче врятувати дівчину-андроїда, але їй це не вдається. Між ними відбувається секс. Вранці Наркобарон розуміє, що відбулося й наказує стерти жорсткий диск Еш. Місто захоплюють рейдери, вбивають Наркобарона. Еш, Лея та Принц тікають.
Принцу вдається вилікувати матір. Еш та Лея в Містечку Кохання звільняють секс-рабинь.

## У ролях
| Актор             | Роль                  |
| ----------------- | --------------------- |
| Джеймс Франко     | Головнокомандувач     |
| Джеффрі Волберг   | Принц                 |
| С'юкі Вотергаус   | Еш                    |
| Мілла Йовович     | Наркобарон            |
| Кліффорд Сміт     | Татуйоване обличчя    |
| Snoop Dogg        | Великий татко кохання |
| Люсі Лью          | Королева              |
| Марґарита Левієва | Лей                   |
| Румер Вілліс      | Розі                  |
| Twin Shadow       | Щуролов               |
| Кармен Аргензіано | Старий                |
| Лі Кок            | Товстун               |
| Брендон Стюарт    | Джекс                 |

## Створення фільму

### Виробництво
Знімання фільму відбувалося у Каліфорнії, (США).

### Знімальна група
- Кінорежисери — Джеймс Франко, Брюс Тьєррі Чунг
- Сценаристи — Брюс Тьєррі Чунг, Джей Девіс
- Кінопродюсери — Моніка Бакарді, Джей Девіс, Джеймс Франко, Андреа Іерволіно, Вінс Джоліветт, Скотт Рід
- Композитор — Toydrum
- Кінооператор — Петер Цайтлінгер
- Кіномонтаж — Алеккс Фрейтас, Вільям Пейлі
- Художник-постановник — Ів Мак-Керні
- Артдиректор — Патрік Джексон
- Художник-декоратор — Сандра Скора
- Художник-костюмер — Девід Пейдж
- Підбір акторів — Синтія Наффман[2]

## Сприйняття
Фільм отримав негативні відгуки. На сайті Rotten Tomatoes оцінка стрічки становить 0 % на основі 7 відгуків від критиків (середня оцінка 1,6/10) і 11 % від глядачів із середньою оцінкою 1,5/5 (277 голосів). Фільму зарахований «гнилий помідор» від кінокритиків та «розсипаний попкорн» від глядачів, Internet Movie Database — 3,1/10 (2 479 голосів), Metacritic — 10/100 (4 відгуки критиків) і 2,7/10 (19 відгуків від глядачів).